# Condado de Sullivan (Misuri)
El condado de Sullivan (en inglés: Sullivan County), fundado en 1843, es uno de 114 condados del estado estadounidense de Misuri. En el año 2000, el condado tenía una población de 7,219 habitantes y una densidad poblacional de 4 personas por km². La sede del condado es Milan. El condado recibe su nombre en honor a Roger B. Sullivan.

## Geografía
Según la Oficina del Censo, el condado tiene un área total de 1687 km² (651,4 mi²), de la cual 1686 km² (651 mi²) es tierra y 1 km² (0,4 mi²) (0.07%) es agua.

### Condados adyacentes
- Condado de Putnam (norte)
- Condado de Adair (este)
- Condado de Linn (sur)
- Condado de Grundy (suroeste)
- Condado de Mercer (noroeste)

## Demografía
Según la Oficina del Censo en 2000, los ingresos medios por hogar en el condado eran de $26,107, y los ingresos medios por familia eran $33,590. Los hombres tenían unos ingresos medios de $23,245 frente a los $19,167 para las mujeres. La renta per cápita para el condado era de $13,392. Alrededor del 16.50% de la población estaban por debajo del umbral de pobreza.

## Transporte

### Carreteras principales
- Ruta 5
- Ruta 6
- Ruta 129
- Ruta 139

## Localidades

### Ciudades y pueblos
| - Green City - Greencastle | - Harris - Humphreys | - Milan - Newtown | - Osgood - Pollock | - Reger - Winigan - Harris |

### Municipios
| - Municipio de Bowman - Municipio de Buchanan - Municipio de Clay - Municipio de Duncan - Municipio de Jackson - Municipio de Liberty | - Municipio de Morris - Municipio de Penn - Municipio de Pleasant Hill - Municipio de Polk - Municipio de Taylor - Municipio de Union |